# Lijst van voetbalinterlands Honduras - Nederlandse Antillen
Deze lijst van voetbalinterlands is een overzicht van alle officiële voetbalwedstrijden tussen de nationale teams van Honduras en de Nederlandse Antillen (dat tot 1958 speelde onder de naam Curaçao). De landen speelden tien keer tegen elkaar. De eerste ontmoeting, een vriendschappelijke wedstrijd, werd gespeeld in Guatemala-Stad (Guatemala) op 14 maart 1950. Het laatste duel, een kwalificatiewedstrijd voor het Wereldkampioenschap voetbal 2006, vond plaats op 20 juni 2004 in San Pedro Sula.

## Wedstrijden
| №  | Plaats         | Datum            | Competitie                  | Wedstrijd                       | Uitslag |
| -- | -------------- | ---------------- | --------------------------- | ------------------------------- | ------- |
| 1  | Guatemala-Stad | 14 maart 1950    | Vriendschappelijk           | Honduras – Curaçao              | 1 – 2   |
| 2  | San José       | 19 maart 1953    | CCCF-kampioenschap 1953     | Curaçao − Honduras              | 3 − 4   |
| 3  | Tegucigalpa    | 20 augustus 1955 | CCCF-kampioenschap 1955     | Honduras − Curaçao              | 0 − 2   |
| 4  | Oranjestad     | 25 augustus 1957 | CCCF-kampioenschap 1957     | Curaçao − Honduras              | 1 − 1   |
| 5  | Havana         | 27 februari 1960 | CCCF-kampioenschap 1960     | Nederlandse Antillen − Honduras | 3 − 3   |
| 6  | San José       | 9 maart 1961     | CCCF-kampioenschap 1961     | Honduras − Nederlandse Antillen | 4 − 2   |
| 7  | San Salvador   | 3 april 1963     | CONCACAF-kampioenschap 1963 | Nederlandse Antillen − Honduras | 4 − 1   |
| 8  | Port-au-Prince | 12 december 1973 | WK 1974 kwalificatie        | Honduras − Nederlandse Antillen | 2 − 2   |
| 9  | Willemstad     | 13 juni 2004     | WK 2006 kwalificatie        | Nederlandse Antillen − Honduras | 1 − 2   |
| 10 | San Pedro Sula | 20 juni 2004     | WK 2006 kwalificatie        | Honduras − Nederlandse Antillen | 4 − 0   |

## Samenvatting
| Competitie        | Totaal gespeeld | Winst Honduras | Gelijk | Winst Ned. Ant. | Doelsaldo Honduras – Ned. Ant. |
| ----------------- | --------------- | -------------- | ------ | --------------- | ------------------------------ |
| WK-kwalificatie   | 3               | 2              | 1      | 0               | 8 − 3                          |
| CONCACAF Gold Cup | 6               | 2              | 2      | 2               | 13 − 15                        |
| Vriendschappelijk | 1               | 0              | 0      | 1               | 1 − 2                          |
| Totaal            | 10              | 4              | 3      | 3               | 22 − 20                        |

Hondurese voetbalbond · A-internationals · Selecties · Bondscoaches · Hondurees vrouwenelftal · Olympisch elftal · Honduras U21 · Honduras U19 · Honduras U17
1920 – 1959 ·
1960 – 1969 ·
1970 – 1979 ·
1980 – 1989 ·
1990 – 1999 ·
2000 – 2009 ·
2010 – 2019 ·
2020 − 2029
CGC 2021
CA 2001
WK 1982 · 
WK 2010 · 
WK 2014
OS 2000 · 
OS 2008 · 
OS 2012 ·
OS 2016 ·
OS 2020
1921 · 
1922–1929 · 
1930 · 
1931–1934 · 
1935 · 
1936–1945 · 
1946 · 
1947–1949 · 
1950 · 
1951–1952 · 
1953 · 
1954 · 
1955 · 
1956 · 
1957 · 
1958–1959 · 
1960 · 
1961 · 
1962 · 
1963 · 
1964 · 
1965 · 
1966 · 
1967 · 
1968 · 
1969 · 
1970 · 
1971 · 
1972 · 
1973 · 
1974 · 
1975 · 
1976 · 
1977 · 
1978 · 
1979 · 
1980 · 
1981 · 
1982 · 
1983 · 
1984 · 
1985 · 
1986 · 
1987 · 
1988 · 
1989–1990 · 
1991 · 
1992 · 
1993 · 
1994 · 
1995 · 
1996 · 
1997 · 
1998 · 
1999 · 
2000 · 
2001 · 
2002 · 
2003 · 
2004 · 
2005 · 
2006 · 
2007 · 
2008 · 
2009 · 
2010 · 
2011 · 
2012 · 
2013 · 
2014 · 
2015 · 
2016 ·
2017 ·
2018 ·
2019 ·
2020 ·
2021 ·
2022 ·
2023 ·
2024
Argentinië ·
Australië ·
Azerbeidzjan ·
Belize ·
Bermuda ·
Bolivia ·
Brazilië ·
Canada ·
Chili ·
China ·
Colombia ·
Costa Rica ·
Cuba ·
Curaçao ·
Denemarken ·
Ecuador ·
El Salvador ·
Engeland ·
Finland ·
Frankrijk ·
Grenada ·
Griekenland ·
Guatemala ·
Haïti ·
IJsland ·
Israël ·
Jamaica ·
Japan ·
Joegoslavië ·
Letland · 
Mexico ·
Nederlandse Antillen ·
Nicaragua ·
Nieuw-Zeeland ·
Noord-Ierland · 
Noorwegen ·
Panama ·
Paraguay ·
Peru ·
Puerto Rico ·
Qatar ·
Roemenië ·
Saint Vincent en de Grenadines ·
Saoedi-Arabië ·
Servië ·
Slovenië ·
Spanje ·
Suriname ·
Trinidad en Tobago ·
Turkije ·
Uruguay ·
Venezuela ·
Verenigde Arabische Emiraten ·
Verenigde Staten ·
Wit-Rusland ·
Zambia ·
Zuid-Afrika ·
Zuid-Korea ·
Zwitserland
Chili (2010) ·
Ecuador (2014) ·
Frankrijk (2014) ·
Spanje (2010) ·
Zwitserland (2010) · 
Zwitserland (2014)
NAVU · A-internationals · Nederlands-Antilliaans vrouwenelftal · Olympisch elftal
Antigua en Barbuda ·
Aruba ·
Bahama's ·
Barbados ·
Bermuda ·
Colombia ·
Costa Rica ·
Cuba ·
Denemarken ·
Dominicaanse Republiek ·
El Salvador ·
Grenada ·
Guatemala ·
Guyana ·
Haïti ·
Honduras ·
Jamaica ·
Kaaimaneilanden ·
Mexico ·
Nederland ·
Nicaragua ·
Panama ·
Puerto Rico ·
Saint Lucia ·
Saint Vincent en de Grenadines ·
Suriname ·
Trinidad en Tobago ·
Venezuela · 
Verenigde Staten